# 4 Gwardyjska Armia
4 Gwardyjska Armia, (ros. 4-я гвардейская армия) – związek operacyjny Armii Czerwonej z okresu II wojny światowej, a następnie Armii Radzieckiej.

## Historia
Przekształcona 16 kwietnia 1943 z 24 Armii. W skład armii włączono 20 i 21 Gwardyjski Korpus Strzelecki oraz 3 Gwardyjski Korpus Pancerny. 
Od 13 sierpnia brała udział w składzie Frontu Woroneskiego w operacji ofensywnej biełgorodzko-charkowskiej i bitwie o Dniepr. W listopadzie – grudniu 1943 w składzie 2 Frontu Ukraińskiego wzięła udział w walkach o rozbudowę przyczółka na prawym brzegu Dniepru na kierunku kriworożskim. Następnie uczestniczyła w kirowogradzkiej, korsunsko-szewczenskiej, umansko-botoszanskiej i jassko-kiszyniowskiej operacjach ofensywnych. Potem przeszła do rezerwy Stawki Naczelnego Dowództwa. Na początku listopada 1944 została przeniesiona na 3 Front Ukraiński, w składzie którego brała udział w operacjach w Budapeszcie, Balatonie i Wiedniu.
Rozformowana w marcu 1947 roku.

## Struktura organizacyjna
- 20 Gwardyjski Korpus Strzelecki;
- 21 Gwardyjski Korpus Strzelecki;
- 3 Gwardyjski Korpus Pancerny[1].

## Dowódcy 4 Gwardyjskiej Armii
- Grigorij Kulik (kwiecień – wrzesień 1943), generał porucznik;
- Aleksiej Zygin (wrzesień 1943), generał porucznik;
- Iwan Gałanin (wrzesień 1943 – styczeń 1944, luty – listopad 1944 ), generał porucznik;
- Aleksandr Ryżow (styczeń – luty 1944, cz.p.o.), generał major;
- Ilja Smirnow (luty 1944), generał porucznik;
- Gieorgij Zacharow (listopad 1944 – marzec 1945), generał armii;
- Nikanor Zachwatajew (marzec – maj 1945), generał porucznik[1].